# 下郷トンネル
下郷トンネル（しもごうトンネル）は、福島県南会津郡下郷町にある道路トンネルである。大川ダム建設に伴う国道121号付替のために建設省（現国土交通省）北陸地方建設局により整備され、後に国道118号の認定区間延長により118号、121号重用区間のトンネルとなった。当頁では同様に大川ダム関連で建設された沼尾トンネル、小沼崎トンネルについても述べる。

## 下郷トンネル
- 全長：1,392.0m
- 全幅：6.0（8.0）m
- 有効高：4.7m
- 工法：上部半断面先進工法
- 竣功：1981年11月[1]。
- 施工：清水建設/西松・地崎建設共同企業体[2]
- 位置：北緯37度19分57.5秒 東経139度54分33.0秒 / 北緯37.332639度 東経139.909167度

下郷町小沼崎字居平甲から字浦山に至る。南詰では福島県道214号芦ノ牧温泉南停車場線が分岐する丁字路がある。北側はスノーシェッドに覆われた橋を介して後述する沼尾トンネルと一体化しており、南側坑口のトンネル名標識での全長は1,643mと表示されている。

## 沼尾トンネル
- 全長：251.0m
- 全幅：6.0（8.0）m
- 有効高：4.7m
- 工法：上部半断面先進工法
- 竣功：1981年12月[1]。
- 施工：会津建設共同企業体（会津土建・秋山建設・朝日建設工業）[2]
- 位置：北緯37度20分26.5秒 東経139度54分27.6秒 / 北緯37.340694度 東経139.907667度

下郷町小沼崎字三沢山乙から字半丈乙に至る。南側は前述の通りスノーシェッドに覆われた橋を介して下郷トンネルと一体化している。

## 小沼崎トンネル
- 全長：699.0m
- 全幅：6.0（8.0）m
- 有効高：4.7m
- 工法：上部半断面先進工法
- 竣功：1975年10月[1]。
- 施工：地崎工業・五洋建設[2]
- 位置：北緯37度20分57.4秒 東経139度54分29.1秒 / 北緯37.349278度 東経139.908083度

下郷町小沼崎字トヤから字水沢山に至る。ダムサイト建設によりいち早く通行止めとなる旧道区間の付替であるため、最も早く建設されたトンネルである。